# Daytime Emmy Awards 1988
La cerimonia della 15ª edizione dei Daytime Emmy Awards (15th Daytime Emmy Awards) si è tenuta all'Hotel Waldorf-Astoria di New York il 19 giugno 1988 e ha premiato i migliori programmi e personaggi televisivi del 1987.

## Daytime Emmy Awards
Per le candidature, furono presi in considerazione i programmi trasmessi tra il 6 marzo 1987 e il 5 marzo 1988.

### Migliore serie drammatica
- Santa Barbara
- Così gira il mondo (As the World Turns)
- Febbre d'amore (The Young and the Restless)
- General Hospital
- La valle dei pini (All My Children)

### Migliore attore in una serie drammatica
- David Canary (Adam Chandler) – La valle dei pini
- Larry Bryggman (John Dixon) – Così gira il mondo
- Robert Gentry (Ross Chandler) – La valle dei pini
- Stephen Nichols (Steve Johnson) – Il tempo della nostra vita (Days of Our Lives)
- A Martinez (Cruz Castillo) – Santa Barbara

### Migliore attrice in una serie drammatica
- Helen Gallagher (Maeve Ryan) – I Ryan (Ryan's Hope)
- Elizabeth Hubbard (Lucinda Walsh) – Così gira il mondo
- Susan Lucci (Erica Kane) – La valle dei pini
- Erika Slezak (Victoria Davidson) – Una vita da vivere (One Life to Live)
- Marcy Walker (Eden Capwell) – Santa Barbara

### Migliore attore non protagonista in una serie drammatica
- Justin Deas (Keith Timmons) – Santa Barbara
- Bernard Barrow (Johnny Ryan) – I Ryan
- Nicholas Coster (Lionel Lockridge) – Santa Barbara
- Mark La Mura (Mark Dalton) – La valle dei pini
- David Lewis (Edward L. Quartermaine) – General Hospital

### Migliore attrice non protagonista in una serie drammatica
- Ellen Wheeler (Ellen Tucker) – La valle dei pini
- Lisa Brown (Iva Snyder) – Così gira il mondo
- Eileen Fulton (Lisa Hughes) – Così gira il mondo
- Maeve Kinkead (Vanessa Reardon) – Sentieri (Guiding Light)
- Robin Mattson (Gina Lockridge) – Santa Barbara
- Arleen Sorkin (Calliope Jones Bradford) – Il tempo della nostra vita

### Migliore attore giovane in una serie drammatica
- Billy Warlock (Frankie Brady) – Il tempo della nostra vita
- Scott DeFreitas (Andrew Dixon) – Così gira il mondo
- Andrew Kavovit (Paul Ryan) – Così gira il mondo
- Ross Kettle (Jeffrey Conrad) – Santa Barbara
- Robert Duncan McNeill (Philip Brent) – La valle dei pini

### Outstanding Ingenue in a Drama Series
- Julianne Moore (Frannie Hughes) – Così gira il mondo
- Tichina Arnold (Zena Brown) – I Ryan
- Andrea Evans (Tina Lord) – Una vita da vivere
- Lauren Holly (Julie Rand) – La valle dei pini
- Robin Wright Penn (Kelly Capwell Perkins) – Santa Barbara

### Migliore team di registi di una serie drammatica
- Febbre d'amore – Rudy Vejar, Frank Pacelli, Heather Hill, Randy Robbins, Betty Rothenberg
- Così gira il mondo – Paul Lammers, Jill Mitwell, Bob Schwarz, Maria Wagner, Joel Aronowitz, Michael Kerner
- Il tempo della nostra vita – Joseph Behar, Susan Orlikoff Simon, Herb Stein, Stephen Wyman, Becky Greenlaw, Gay Linvill, Sheryl Harmon
- Una vita da vivere – Larry Auerbach, Peter Miner, Gary Bowen, David Pressman, Susan Pomerantz, Lisa De Cazotte, Andrea Giles Rich

### Migliore team di sceneggiatori di una serie drammatica
- La valle dei pini – Agnes Nixon, Clarice Blackburn, Lorraine Broderick, Susan Kirshenbaum, Kathleen Klein, Karen Lewis, Victor Miller, Megan McTavish, Elizabeth Page, Peggy Sloane, Gillian Spencer, Elizabeth Wallace, Wisner Washam, Mary K. Wells, Jack Wood
- Santa Barbara – Anne Howard Bailey, Charles Pratt Jr., Gary Tomlin, Courtney Sherman, Patrick Mulcahey, Frank Salisbury